# Sandnessjøen
Sandnessjøen – miasto w Norwegii, w okręgu Nordland, zamieszkałe przez 6069 osób (2016). Centrum administracyjne gminy Alstahaug. Znajduje się tu port morski oraz długie molo.